# Tupelo Honey
Pour les articles homonymes, voir Tupelo.
Albums de Van Morrison
His Band and the Street Choir
(1970) Saint Dominic's Preview
(1972)
Tupelo Honey est le cinquième album studio de Van Morrison sorti en novembre 1971.
Le titre de l'album est celui d'une variété de miel estimée de saveur douce et légère qui provient des fleurs du tupelo, un arbre que l'on trouve en Amérique du Nord et en Asie.
Le déménagement du chanteur depuis Woodstock vers la Californie a profondément influé sur tout le processus d'élaboration de ce disque.
D'une part, il a été contraint de recruter dans l'urgence de nouveaux musiciens pour pallier l'absence d'un grand groupe en devenir resté à Woodstock, le futur Caledonia Soul Orchestra. Ce groupe « de fortune » est composé en partie d'anciens collaborateurs, mais aussi de nombreux nouveaux arrivants. Parmi les familiers, on retrouve Connie Kay, le subtil batteur du Modern Jazz Quartet qui œuvrait dans Astral Weeks, Gary Malabar, batteur de Moondance, et Jack Schroer, saxophoniste qui fait déjà office de collaborateur régulier.
D'autre part, la plupart des chansons ont été écrites à l'ancienne résidence de Woodstock dans l'intention d'en faire un album d'orientation country. Le résultat relèvera plutôt du country rock, marqué par la présence de John McFee à la guitare pedal steel, ce dernier jouera éventuellement avec les Doobie Brothers comme guitariste et violoniste. On y retrouve aussi un autre guitariste tout jeune nommé Ronnie Montrose à la guitare et à la mandoline, ce dernier jouerait bientôt avec le Edgar Winter Group. Ce relatif virage musical se marie idéalement avec le propos essentiel de ce disque, un rêve que Van Morrison ébauche dans chacune des chansons : celui d'une vie tranquille à la campagne agrémentée de délicieux plaisirs champêtres aux côtés d'une femme soumise qui est souvent dans la cuisine (voir les paroles de Old Old Woodstock et de I Wanna Roo You (Scottish Derivative)). Les arrangements sont plus aériens et plus admirables que dans tout ce qu'a fait précédemment Van Morrison, formant un tout d'une cohésion remarquable.
Commentaire de Van Morrison : « Je n'étais pas très satisfait de cet album, ce n'était pas vraiment nouveau. Il s'agissait de chansons qui existaient depuis un bout de temps déjà. Je ne l'ai jamais beaucoup écouté ».
Tupelo Honey a atteint la 27e place du classement des ventes de disques américain. Les simples qui en ont été extraits sont Wild Night (28 US), Tupelo Honey (47 US) et Straight To Your Heart (Like a Cannonball).

## Musiciens
- Van Morrison - chant, guitare rythmique, harmonica, chœurs
- Ronnie Montrose - guitare, mandoline, chœurs
- John McFee - guitare pedal steel
- Bill Church - basse
- Mark Jordan - piano, piano électrique
- Ted Templeman - orgue sur la chanson-titre
- Bruce Royston - flûte
- Stuart "Boots" Houston  - Flûte, chœurs
- Jack Schroer - saxophones alto, ténor et baryton
- Luis Gasca - trompette
- Janet Planet, Ellen Schroer - chœurs
- Rick Schlosser - batterie
- Connie Kay - batterie sur "Starting a New Life", "Tupelo Honey", "What That Evening Sun Goes Down" et "Old Old Woodstock"
- Gary Mallaber - percussions, vibraphone
- Arrangements des cuivres : Van Morrison et Jack Schroer
- Arrangements de la flûte : Stuart "Boots" Houston sur "(Straight to Your Heart) Like a Cannonball" et Bruce Royston sur "Tupelo Honey"

Produit par Van Morrison et Ted Templeman et écrit et composé dans sa totalité par Van Morrison.

## Liste des pistes
Toutes les chansons sont écrites et composées par Van Morrison.
| Tupelo Honey | Tupelo Honey                               | Tupelo Honey | Tupelo Honey | Tupelo Honey | Tupelo Honey | Tupelo Honey | Tupelo Honey | Tupelo Honey | Tupelo Honey |
| No           | Titre                                      | Durée        |              |              |              |              |              |              |              |
| ------------ | ------------------------------------------ | ------------ | ------------ | ------------ | ------------ | ------------ | ------------ | ------------ | ------------ |
| 1.           | Wild Night                                 | 3:33         |              |              |              |              |              |              |              |
| 2.           | Straight to Your Heart (Like a Cannonball) | 3:43         |              |              |              |              |              |              |              |
| 3.           | Old Old Woodstock                          | 4:17         |              |              |              |              |              |              |              |
| 4.           | Starting a New Life                        | 2:10         |              |              |              |              |              |              |              |
| 5.           | You're My Woman                            | 6:44         |              |              |              |              |              |              |              |
| 6.           | Tupelo Honey                               | 6:54         |              |              |              |              |              |              |              |
| 7.           | I Wanna Roo You (Scottish Derivative)      | 3:27         |              |              |              |              |              |              |              |
| 8.           | When That Evening Sun Goes Down            | 3:06         |              |              |              |              |              |              |              |
| 9.           | Moonshine Whiskey                          | 6:48         |              |              |              |              |              |              |              |
| 40:42        |                                            |              |              |              |              |              |              |              |              |